# Eintracht Haiger
Der SV Eintracht Haiger war ein Fußballverein aus der hessischen Stadt Haiger.

Logo des SV Eintracht Haiger

Logo des Nachfolgevereins FC Eintracht Haiger

## Geschichte
Die 1. Fußballmannschaft von Eintracht Haiger spielte von 1980 bis 1997 ununterbrochen in der Oberliga Hessen. 1987 erreichte die Eintracht um Peter Cestonaro die Vizemeisterschaft und stand damit kurz vor dem Aufstieg in die 2. Bundesliga.
Die Eintracht gewann 1984 den Hessenpokal und qualifizierte sich damit für den DFB-Pokal 1984/85, in dem in der 2. Runde der Bundesligist Karlsruher SC auf dem heimischen „Haarwasen“ in der Verlängerung mit 1:0 bezwungen werden konnte. Im Achtelfinale war dann allerdings nach einem 0:8 gegen die SG Union Solingen Schluss. Auch 1990 und 1993 nahm die Eintracht noch einmal am DFB-Pokal teil.
Eine Finanzkrise des Hauptsponsors „Möbel-Franz“ hatte die Vereinsauflösung im Jahr 2003 zur Folge. Im gleichen Jahr wurde mit dem FC Eintracht Haiger ein Nachfolgeverein gegründet, der gegenwärtig in der Gruppe 1 der Kreisliga C, Kreis Dillenburg seine Punktspiele austrägt.

## Persönlichkeiten

### Trainer
- Gerd vom Bruch (1985–1986)
- Peter Endrulat
- Nikolaus Semlitsch
- Dieter Mietz

### Spieler
- Timo Becker, Zweitligaspieler des VfL Osnabrück
- Stefan Born, zuvor Borussia Mönchengladbach und Sportfreunde Siegen
- Peter Cestonaro, Zweitligaspieler des SV Darmstadt 98 und des KSV Hessen Kassel
- Uwe Klein, von Juni 2020 bis Januar 2022 Sportvorstand bei Fortuna Düsseldorf
- Harry Hartung, Zweitligaspieler des Karlsruher SC
- Rytis Naruševičius, litauischer Nationalspieler
- Harald Preuß, ehemals VfB Stuttgart und SV Waldhof Mannheim
- Klaus-Dieter Schmidt, Zweitligaspieler von Rot-Weiß Lüdenscheid
- Wolfgang Waldschmidt, Zweitligaspieler des SV Darmstadt 98
- Claus-Peter Zick, Bundesligaspieler von Eintracht Frankfurt